# Bloomsday
A Bloomsday kezdetben írországi, mára nemzetközivé vált évente megtartott irodalmi ünnep, mely nevét James Joyce Ulysses című művének egyik főszereplőjéről, Leopold Bloomról kapta. Azon a napon (június 16-án) tartják, amelyen a regény cselekménye játszódik, 1904-ben.
Az első Bloomsday-t dublini irodalmárok kezdeményezésére a fiktív események valós ötvenedik évfordulóján rendezték meg. A Joyce-kultusz az 1980-as évektől öltött egyre nagyobb méreteket, a regény helyszíneit felkereső irodalmi turisták száma ekkortól szaporodott meg. A jubileumi, 2004-es Bloomsday öt hónapos rendezvénysorozattal (ReJoyce 2004) egészült ki.
Magyarországon 1994-től rendeznek Bloom-napot, Szombathelyen: Leopold Bloom édesapja, Virág Rudolf ugyanis Szombathelyről kivándorolt magyar zsidó. Az Iseumon kívül 1997-től a Fő tér 40–41. alatt felavatott Blum-ház szolgál a rendezvények színhelyéül, mely házban egyébként korábban valóban élt egy Blum nevű család is.

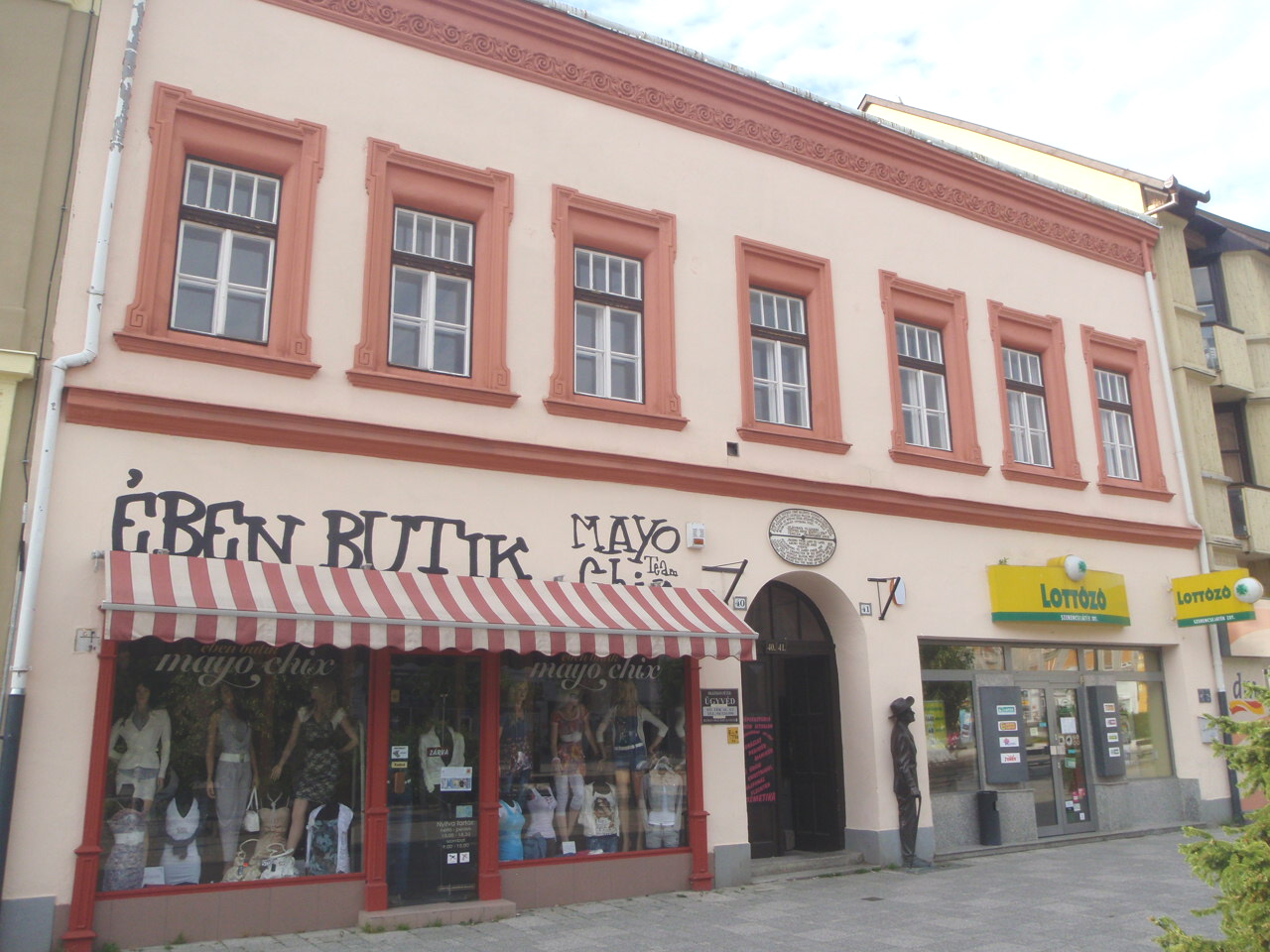
A Blum család egykori épülete Szombathely Fő terén
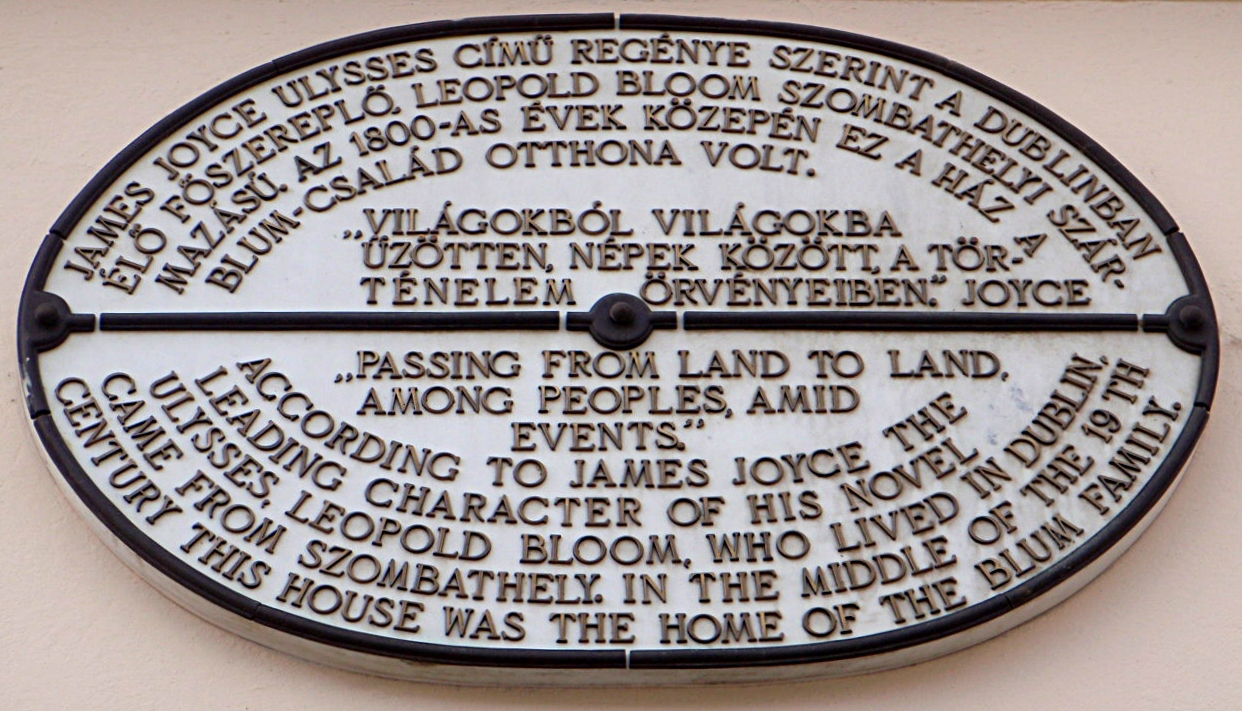
Az Ulysses főhősének emléktáblája
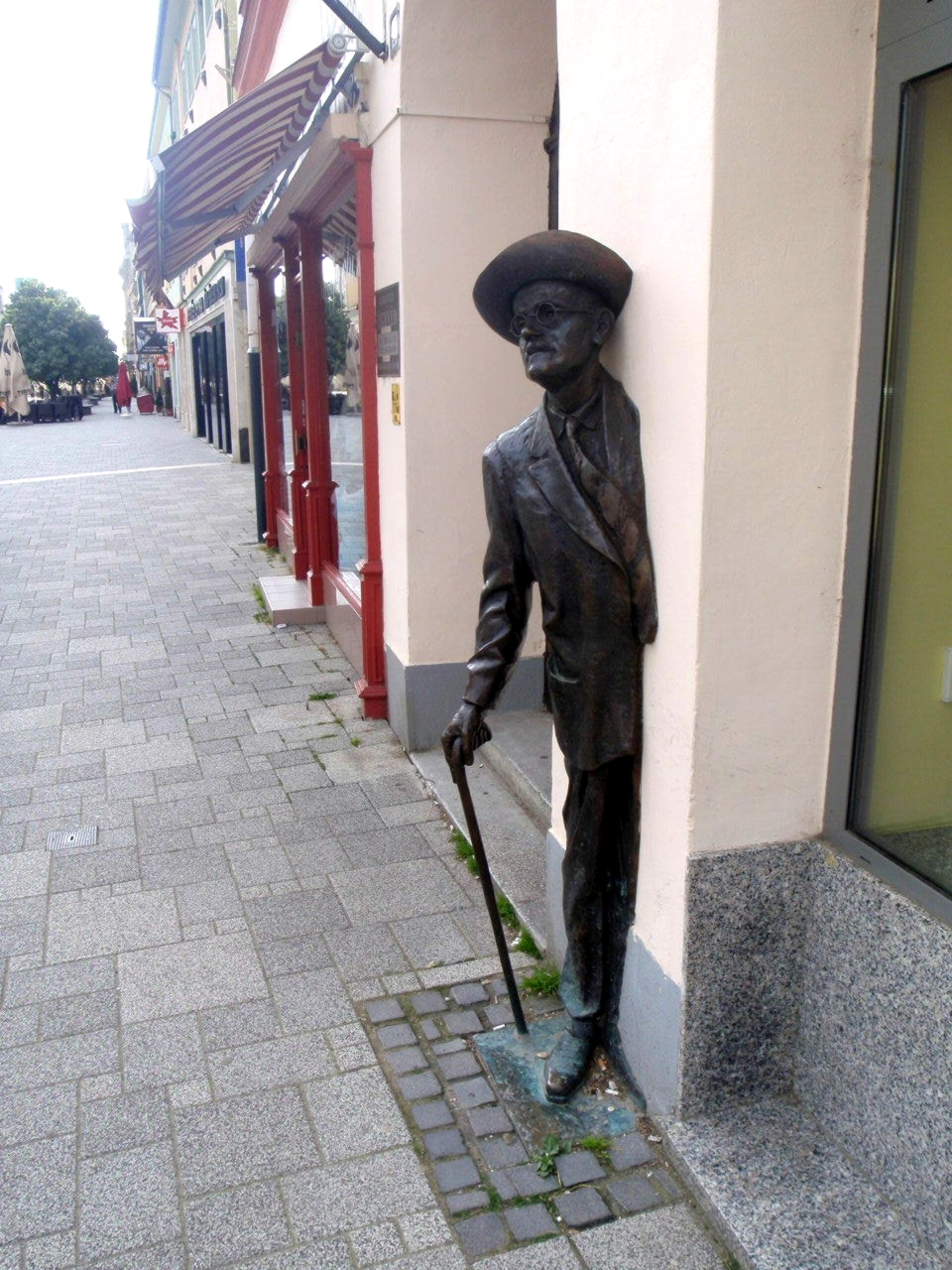
Szombathely – James Joyce-szobor a homlokzaton